# Ultra Vomit
Ultra Vomit est un groupe de heavy metal parodique français, originaire de Nantes, en Loire-Atlantique. À ses débuts, le groupe est initialement influencé par le grindcore. Ses morceaux contiennent généralement des paroles humoristiques avec un côté volontairement absurde, influencées par le monde des dessins animés, des comédies humoristiques, de la publicité et de la culture populaire en général. Une partie de leur répertoire est constituée de reprises du Top 50.

## Historique

### Débuts et premier album (2000–2008)
Ultra Vomit est formé en 2000 à Nantes, en Loire-Atlantique,. Après plusieurs démos, le groupe fait paraître un premier album de démos, Kebabized at Birth, écoulé à 500 exemplaires. Il fait ensuite paraître son premier album, M. Patate, en avril 2004, premier à être sous le label Obliteration Records[réf. nécessaire] et dépassant le millier d'exemplaires vendus. Il est présenté en édition limitée dans un « Sac de Vieille » avec un t-shirt et une brosse à dents. Les albums d'Ultra Vomit sont édités par le label Sacral Productions jusqu'à ce que celui-ci cesse ses activités.

### Objectif: Thunes(2008-2017)
En 2008, le groupe fait paraître son deuxième album, Objectif : Thunes, sur des plates-formes de téléchargement payant. À la suite de son succès en ligne,, le groupe signe avec le label Listenable Records afin d'assurer la distribution de l'album en format CD en mars 2008,. En 2009, ils tournent dans This is Ultra Vomit, un court métrage prenant la forme d'un faux reportage sur un live du groupe.
Le 21 décembre 2010, le groupe annonce sur sa page Facebook que la tournée Objectif : Tour (tournée de l'album Objectif : Thunes) est officiellement terminée. Le groupe annonce aussi sur un autre message qu'après la dernière date, ils se consacreront à l'écriture d'un nouvel album. En novembre 2014, le groupe annonce sa séparation avec le bassiste Pierre Jacou et son remplacement par Matthieu Bausson. Il annonce en parallèle une nouvelle tournée pour 2015, du 18 avril jusqu'à fin mai, avec comme première date confirmée le 1er mai à Paris.

### Panzer Surprise!(2017-2023)

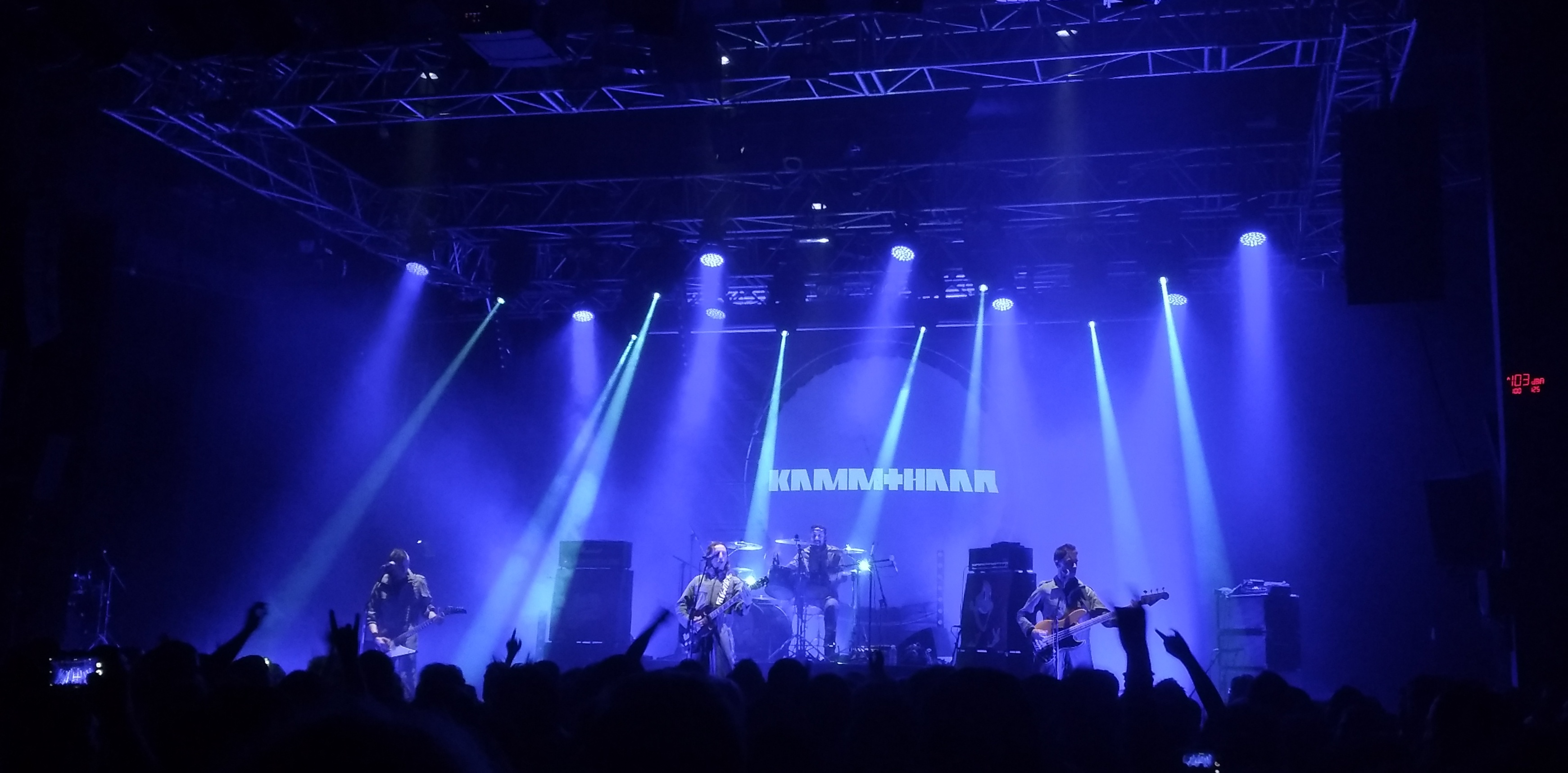
Ultra Vomit interprétant le titre Kammthaar en 2017 à Saint-Étienne.

Le 28 avril 2017, le groupe publie son troisième album, Panzer Surprise !. Ils annoncent par la même occasion leur participation au Hellfest Festival 2017. En juin 2017, le groupe participe au Hellfest sur la Main Stage dont le passage apporte, selon leurs dires, d'importantes retombées en termes médiatiques.
L'album Panzer Surprise sort le 28 avril 2017 neuf ans après Objectif : Thunes. Il est mixé par Fred Duquesne (Watcha, Mass Hysteria, Bukowski...) et fait la part belle aux références. Chaque titre parodie directement un groupe (Kammthaar ou Un Chien Géant) ou passe par l'intermédiaire d'un groupe au style marqué (Calojira, Pink Pantera). D'autres morceaux font référence à un style musical (La Bouillie ou Pipi Vs Caca). La pochette fait référence aux visuels des cartoons américains de la Warner (comme Bugs Bunny, les Tiny Toons....). À la fin du morceau Pink Pantera, Fetus répète Pink power!. C'est une référence à l'affaire visant le chanteur de Pantera, Phil Anselmo, qui à la fin d'un concert a fait un salut nazi en hurlant « white power » alors qu'il était ivre[réf. nécessaire]. La dispute à la fin d'Anthracte fait référence à la dispute entre les journalistes sportifs Thierry Roland et Jean-Michel Larqué lors de la Coupe du monde de football 2002 notamment la phrase « Je sais que tu te branles de tout »[Interprétation personnelle ?]. Un membre d'Ultra Vomit rapporte que le groupe Gojira, parodié dans la chanson Calojira, a commenté en disant : « C’est un honneur d’être parodié par Ultra Vomit. » 
En août 2017, Ultra Vomit annonce un concert à l'Olympia qui sera complet en quelques jours. Celui-ci a lieu le 31 octobre 2018 et le groupe réalisera un album live pour l'occasion, l'Olymputaindepia, sorti le 31 mai 2019  via Verycords,. 
Le 18 mai 2021, Ultra Vomit participe à une vidéo « concours d'anecdotes » du duo de youtubeurs Mcfly et Carlito avec le président français Emmanuel Macron à l'occasion d'une opération de communication de ce dernier,. La prestation du groupe se déroule dans les jardins de l’Élysée et dure 1 minutes 6.

### Ultra Vomit et le Pouvoir de la Puissance(depuis 2023)
En juin 2023, à l'occasion de l'anniversaire du disque d'or de leur précédent album Panzer Surprise, le groupe annonce travailler sur leur prochain album. Il est prévu pour la rentrée 2024. 
Le même mois, à l'occasion du stand SPA au Hellfest, le groupe enregistre une version parodique de sa chanson Je ne t'ai jamait autans aimer pour mettre en valeur l'adoption des animaux abandonnés.
En juin 2024, le groupe annonce sur les réseaux sociaux la sortie de son nouvel album, Ultra Vomit et le Pouvoir de la Puissance prévue le 27 septembre 2024. Pour promouvoir cet album, deux singles sortent avant sa sortie : le premier, éponyme du nom de l'album le 21 juin 2024 et le second Doigts de Metal le 19 septembre,. Par la suite, deux chansons (TIKAWAHUKWA et Ricard Peinard) ont leur clip, réalisés par Julien Josselin.
En mai 2025, le chanteur Nicolas Patra est opéré d'urgence pour une hernie discale dont il a plusieurs fois repoussé l'intervention, ce qui force le groupe à annuler plusieurs concerts, dont le Hellfest 2025. Cette intervention chirurgicale donne naissance à un single inédit, Miction: Impossible (Sonde de b!te),.

## Style musical
Ultra Vomit se lance comme un groupe de grindcore dont la touche humoristique résidait dans des paroles de chansons enfantines comme Bouba ou Une Souris Verte, en décalage avec la violence de la musique, et dans des thèmes gore pris avec légèreté. Ultra Vomit s'affirme comme un groupe de metal parodique avec des reprises telles que Pour un flirt de Michel Delpech en version punk hardcore (renommée Pour un mosh) ou encore You Can Leave Your Hat On de Randy Newman dans une version death metal typée Morbid Angel (Morbid Cocker),.
La recette des sujets légers et anodins est reprise et perfectionnée, notamment en mélange avec le son « maléfique » du black metal. D'ailleurs, la plupart de leurs chansons utilisent des samples typiques de certains artistes, ce qui rend le côté parodique de leur style d'autant plus important. Ceci les amène à explorer de nombreux sous-genres du metal, et même d'autres genres complètement différents issus de la musique populaire. Les racines grindcore restent présentes dans beaucoup de domaines (en particulier la longueur des morceaux), mais se font plus discrètes avec un son globalement allégé et plus accessible. La richesse du style musical du groupe se manifeste notamment dans l'Outro de l'album Objectif: Thunes où les mêmes paroles sont répétées en utilisant une multitude de déclinaisons du heavy metal.
Le groupe travaille également beaucoup la parodie, particulièrement sur l'album Panzer Surprise ! dont les morceaux évoquent chacun un groupe majeur de la musique metal. Lors de la publication sur YouTube des clips accompagnant l'album, les titrages des morceaux parodient également les typographies et logos des groupes parodiés. Par exemple, Kammthaar évoque Rammstein, aussi bien dans la musique que dans le titre. On y retrouve en effet le graphème « amm », des sonorités proches et le même nombre de syllabes. Parmi les autres groupes référencés, on peut encore reconnaître Gojira et Calogero dans la chanson Calojira, Tagada Jones dans le morceau Un chien géant, AC/DC dans Jésus, Motörhead dans Quand j'étais petit, Iron Maiden dans Évier Métal ou encore Maximum the Hormone et Kokusyoku Sumire avec le titre Takoyaki. On pourra aussi reconnaître Entombed (Entooned), Metallica, Ghost et Judas Priest (La Bouillie, parties 1, 2 et 3), Anthrax (Anthracte), Immortal (Maïté Revendark), NOFX (Noël), Pantera (Pink Pantera), et Cannibal Corpse (La Ch'nille).
L'album suivant, Le Pouvoir de la puissance, contient également de nombreux clins d'oeil, à commencer par la pochette, qui glisse des références à chaque titre de l'album dans un visuel faisant référence aux films de science-fiction des années 50. Les parodies se tournent également vers le rap avec des imitations d'Orelsan dans Doigts de métal ou Stupeflip dans Ultrus Crew.

## Récompenses
- 2017 : l'album Panzer Surprise ! est élu « Meilleur album de l'année » par la rédaction de La Grosse Radio[38].
- En octobre 2021, Panzer surprise ! est certifié disque d'or par le SNEP, totalisant donc plus de 50 000 ventes depuis sa sortie en avril 2017[39]. C’est la première fois depuis Contraddiction de Mass Hysteria, sorti en 1999 et certifié en 2018, qu’un groupe de metal français décroche cette certification.

## Membres

### Membres actuels
- Nicolas « Le roi Fetus » Patra — guitare, chant[40] (depuis 1999)
- Emmanuel « L'elfe Manard » Colombier — batterie, chœurs[40] (depuis 1999)
- Fabien « Jojo Framboise ou Le nain Flockos » Le Floch — guitare principale, chœurs[40] (depuis 2007), basse (2005-2007)
- Matthieu « Le farfadet » Bausson — basse[41] (depuis 2014)

Les membres en 2024
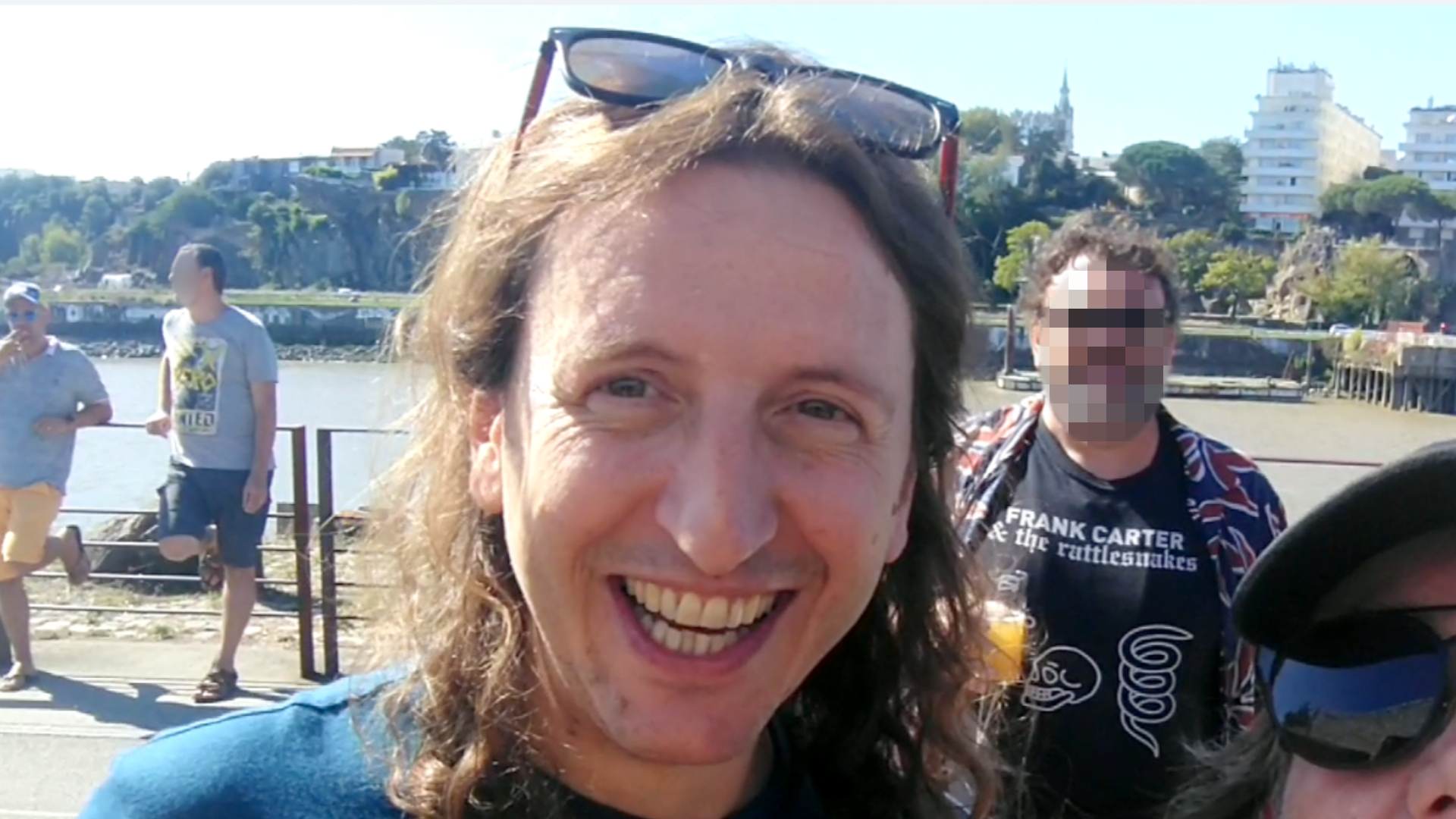
Fetus.
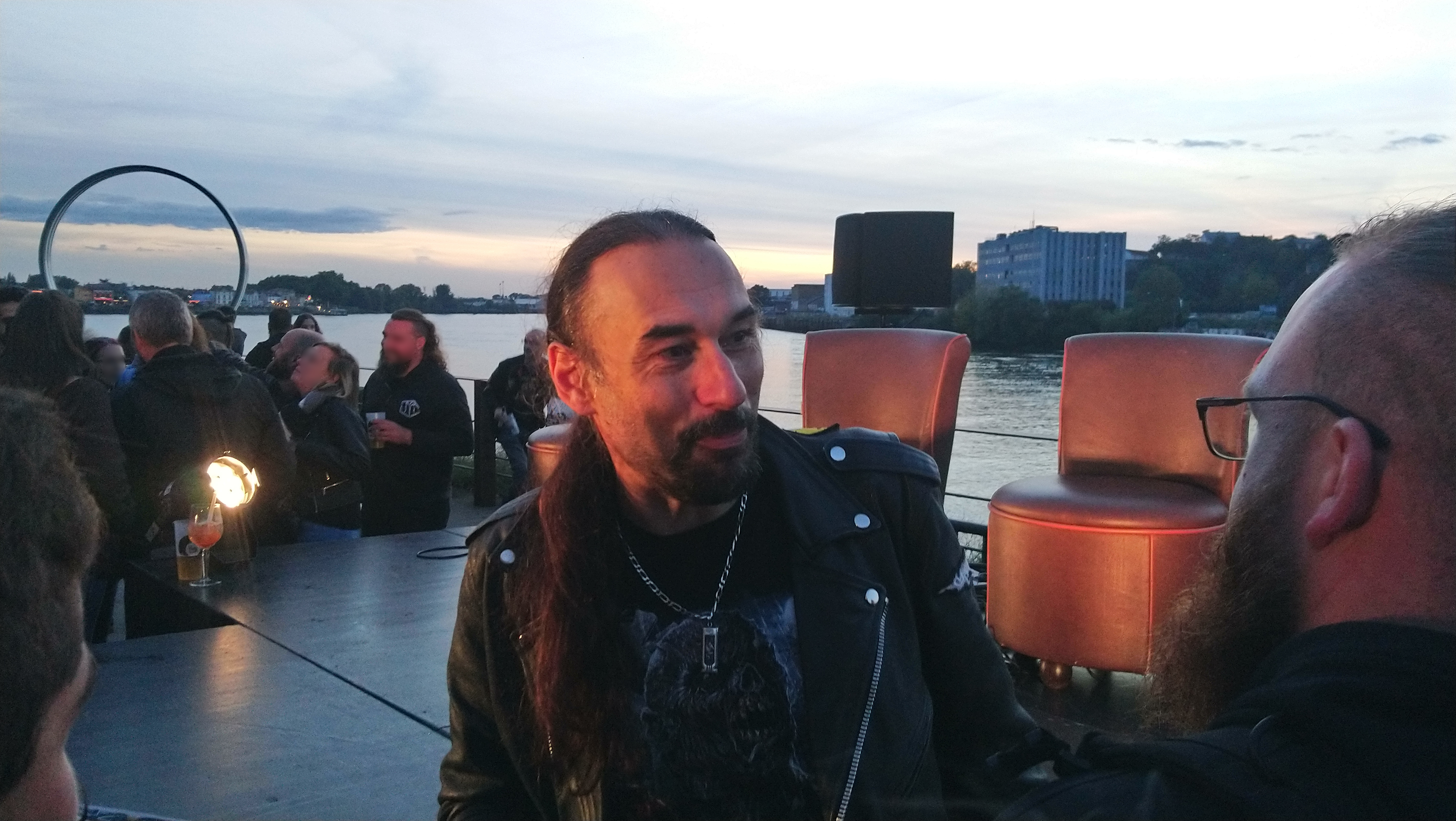
Manard.
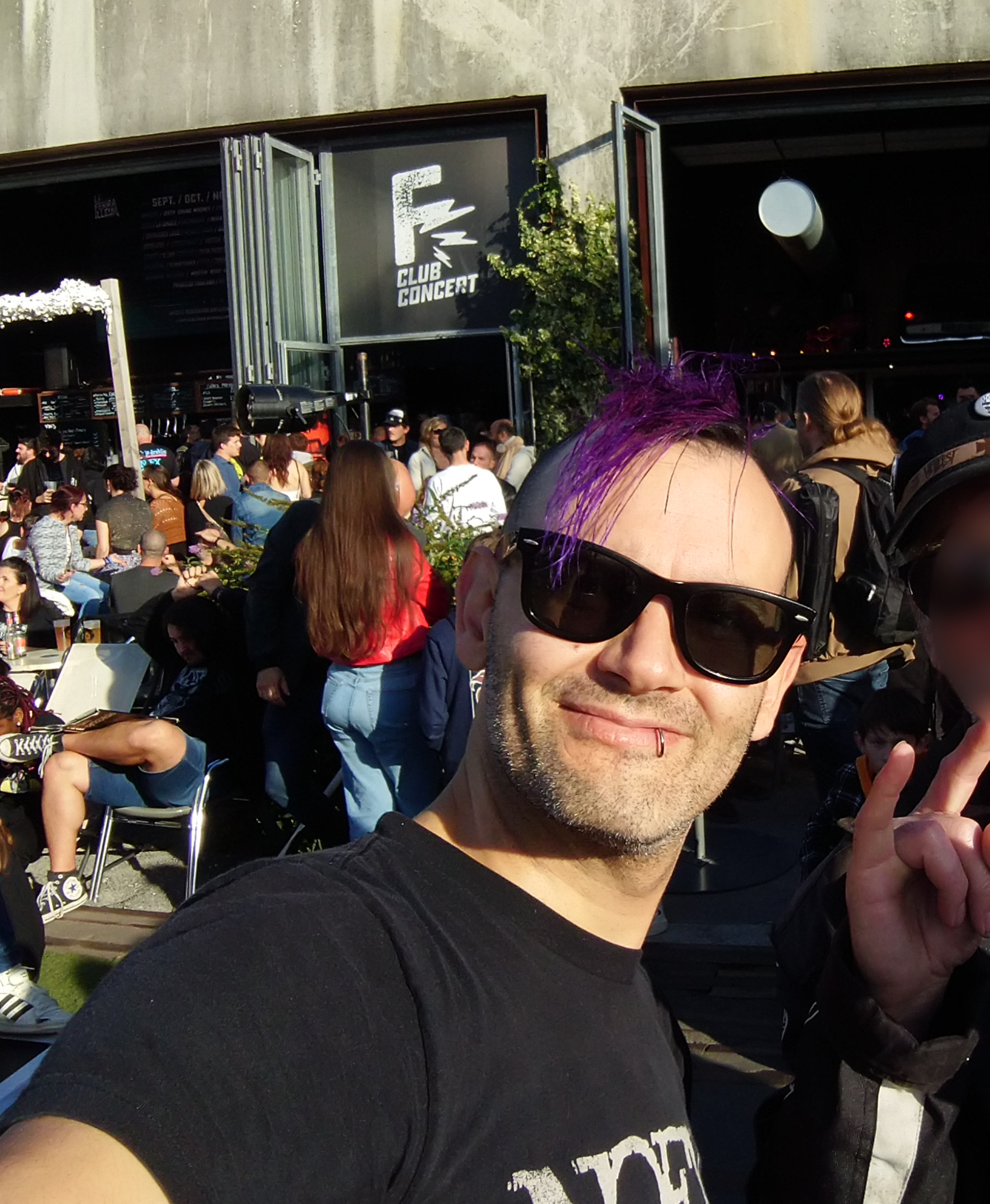
Flockos.
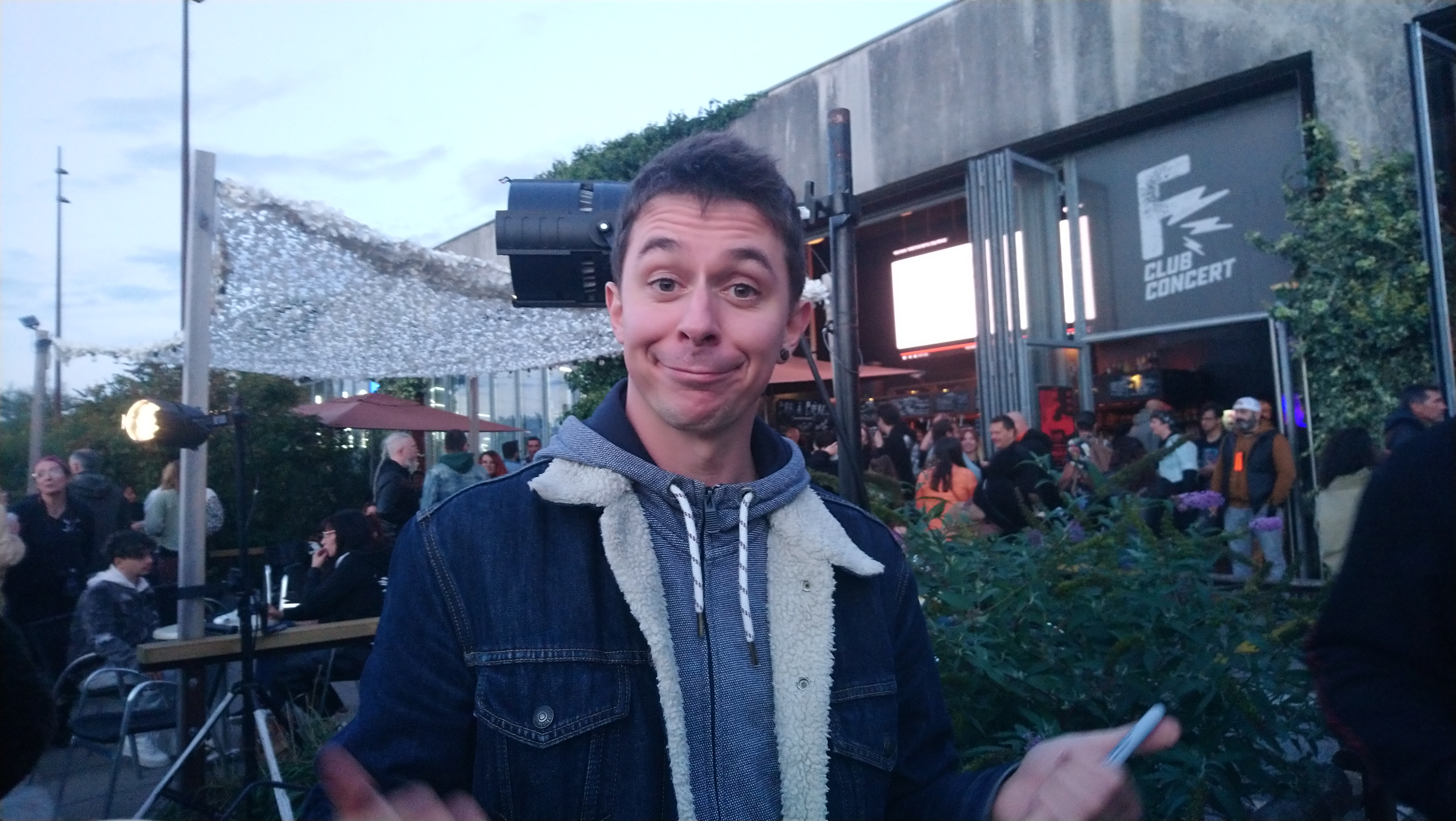
Matt.

### Anciens membres
- Camille Potier — cofondateur (1999-2000)
- Chris — basse (2000-2005)
- Magali Fourcade — basse (2005)[40]
- Gru — basse, chœurs (2007-2009), Lumières (2023)[40]
- Pierre « L'estomac » Jacou — basse (2009-2014)[40] — en 2019 lors du Hellfest, il rejoint le groupe le temps d'un morceau

## Discographie

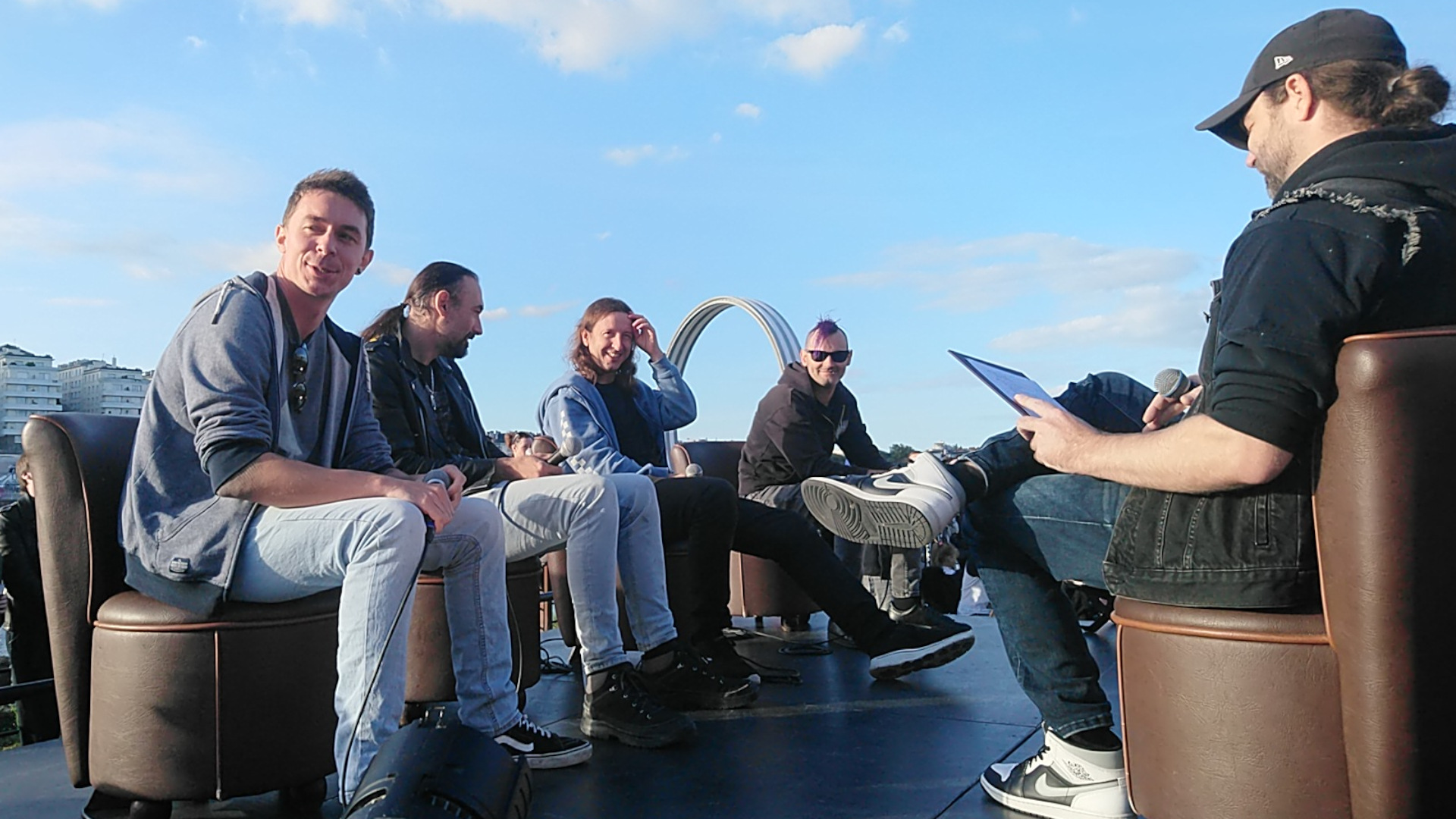
À la présentation du nouvel album "UV et le Pouvoir de la puissance", au Ferrailleur à Nantes

### Démos
- 1999 : Urine/Shit
- 1999 : Cuntbleed
- 1999 : The Trempolino Session
- 1999 : Ultra Vomit
- 2001 : Kebabized at Birth

### Inédit
- 2025 : Miction: Impossible (Sonde de B!te)[30]

## Vidéographie

### Clips
- 2006 : Judas Prost, tiré de M. Patate
- 2008 : Je Collectionne des Canards, tiré de Objectif : Thunes
- 2017 : Kammthaar, tiré de Panzer Surprise !, dirigé par Nicolas Ragni
- 2018 : Evier Metal, tiré de Panzer Surprise !, dirigé par Gabriel Ariñ Pillot
- 2019 : Takoyaki, tiré de Panzer Surprise !, dirigé par Nicolas Leroy
- 2019 : Le Train Fantôme, tiré de Panzer Surprise !, mis en ligne pour Halloween
- 2024 : DOIGTS DE METAL, tiré de Le Pouvoir de la Puissance, réalisé par Julien Josselin
- 2025 : TIKAWAHUKWA, tiré de Le Pouvoir de la Puissance, réalisé par Julien Josselin

### Clips live
- 2019 : E-Tron (Digital Caca), tiré de l'album Panzer Surprise !, enregistré en mai lors du concert à l'Olympia, L'OlymputaindePia
- 2019 : Kammthaar, tiré de l'album Panzer Surprise !, enregistré en mai lors du concert à l'Olympia, L'OlymputaindePia

### Clips lyriques
- 2024 : La puissance du pouvoir, tiré de l'album Le pouvoir de la puissance

### Clips (participation)
- 2011 : Que je t'aime, du groupe albigeois Opium du Peuple
- 2012 : Heavy metal, du groupe breton Les 3 Fromages
- 2013 : Ma botte au cul, les 3 Fromages

### Concerts majeurs, tournées
- 2013 : concert privé filmé par Goeland TV (Web TV spécialisée dans la musique metal)[42].
- 2017 : concert au Hellfest (« Mainstage II »).
- 2018 : concert au Download Festival (« Warbird stage »).
- 2018 : concert au Motocultor Festival (« Dave Mustage »).
- 2018 : concert à l'Olympia de Paris, qui doit faire l'objet d'un DVD[43].
- 2019 : concert au Mondial du Tatouage (la Villette, Paris).
- 2019 : concert au Hellfest (Mainstage II)[44].
- 2022 : Le Gros 4, tournée française des Zénith, avec Tagada Jones, Mass Hysteria et No One is Innocent.

### Documentaires
- 2009 : This is Ultra Vomit, documentaire parodique sur la vie du groupe, réalisé par Anthony Pélisson.
- 2017 : Sous le capot de Kammthaar, making-of du clip Kammthaar, réalisé par Pierre Revol.

### Banques de données, dictionnaires et encyclopédies
- Ressources relatives à la musique :   - Discogs
  - Encyclopaedia Metallum
  - MusicBrainz
  - Songkick